# Fonte (Italia)
Fonte (Font in veneto) è un comune italiano di 6 032 abitanti della provincia di Treviso in Veneto. Si tratta di un comune sparso in quanto sede comunale è la frazione Onè di Fonte.

## Origini del nome
Il toponimo, molto comune, è evidentemente legato alla presenza di una sorgente.

## Storia

### Le origini e l'età romana
I numerosi reperti testimoniano che la presenza umana a Fonte risale perlomeno al Neolitico. Gli uomini di questo periodo avrebbero infatti trovato rifugio nelle grotte delle colline asolane, favoriti anche dalla fitta presenza di corsi d'acqua e di sorgenti.
Alle civiltà preistoriche succedettero i Protoliguri e sembra che proprio a Fonte si trovasse una dei loro tanti insediamenti sparsi per il bacino del Mediterraneo.
Sotto i Romani il territorio dell'attuale Fonte fu compresa nell'agro del municipium di Asolo, come conferma tuttora la disposizione regolare di alcune strade, ricordo dell'antica centuriazione. Numerosi anche i reperti archeologici dell'epoca, soprattutto monumenti funebri, come la Lapide di Velleio (oggi conservata al Museo Civico di Asolo), stele funeraria con le effigi del defunto e della moglie (quest'ultimo andato perduto).
L'importanza della zona crebbe in seguito alla costruzione della via Aurelia, che collegava Asolo a Padova.

### Le invasioni barbariche e l'alto medioevo
Anche la zona di Fonte fu duramente colpita dalle invasioni barbariche a partire dal V secolo. Secondo la tradizione, nel 452 Attila, a capo degli Unni, distruggeva Asolo. Alle incursioni si aggiunsero anche eventi naturali, come terremoti ed epidemie.
Fonte è una delle località coinvolte nelle vicende che, tra l'XI secolo e il XIII secolo, videro come protagonista la potente famiglia degli Ezzelini. Il centro è citato nel computo delle molte proprietà della casata, stilato dopo la sua sconfitta avvenuta nel 1260.

### L'Ottocento
Nel periodo in cui Asolo fu capoluogo di cantone nel Dipartimento del Bacchiglione, l'attuale comune di Fonte era compreso nel comune di Asolo.

### Simboli
Lo stemma è stato concesso con regio decreto del 25 aprile 1929.
Il gonfalone, concesso con regio decreto del 19 ottobre 1933, è un drappo di azzurro.

## Monumenti e luoghi d'interesse

### Architetture religiose
- Chiesa della Beata Vergine del Monte Carmelo a Onè
- Chiesa di San Pietro Apostolo a Fonte Alto
- Oratorio di Santa Margherita

### Architetture civili
- Villa Malombra
- Villa Muttoni
- Villa Pasini, un palazzo in stile veneziano del XVII secolo a tre piani
- Villa Salomon Pisani, del XVI secolo
- Villa La Staglierona, del XVI secolo
- Villa Persicini, del XIX secolo
- Villa Rinaldi, del XVIII secolo

## Società

### Evoluzione demografica
Abitanti censiti

### Etnie e minoranze straniere
Al 31 dicembre 2023 gli stranieri residenti nel comune erano 926, ovvero il 15,4% della popolazione. Di seguito sono riportati i gruppi più consistenti:
1. Romania: 226
2. Macedonia del Nord: 172
3. Marocco: 97
4. Albania: 61
5. Ghana: 55
6. Senegal: 48
7. Cina: 40
8. Nigeria: 38
9. Kosovo: 37
10. Tunisia: 20

## Geografia antropica

### Frazioni
Come già accennato, il comune di Fonte è un comune italiano sparso formato dalle due borgate di Fonte Alto ed Onè di Fonte, quest'ultima sede comunale.

#### Fonte Alto

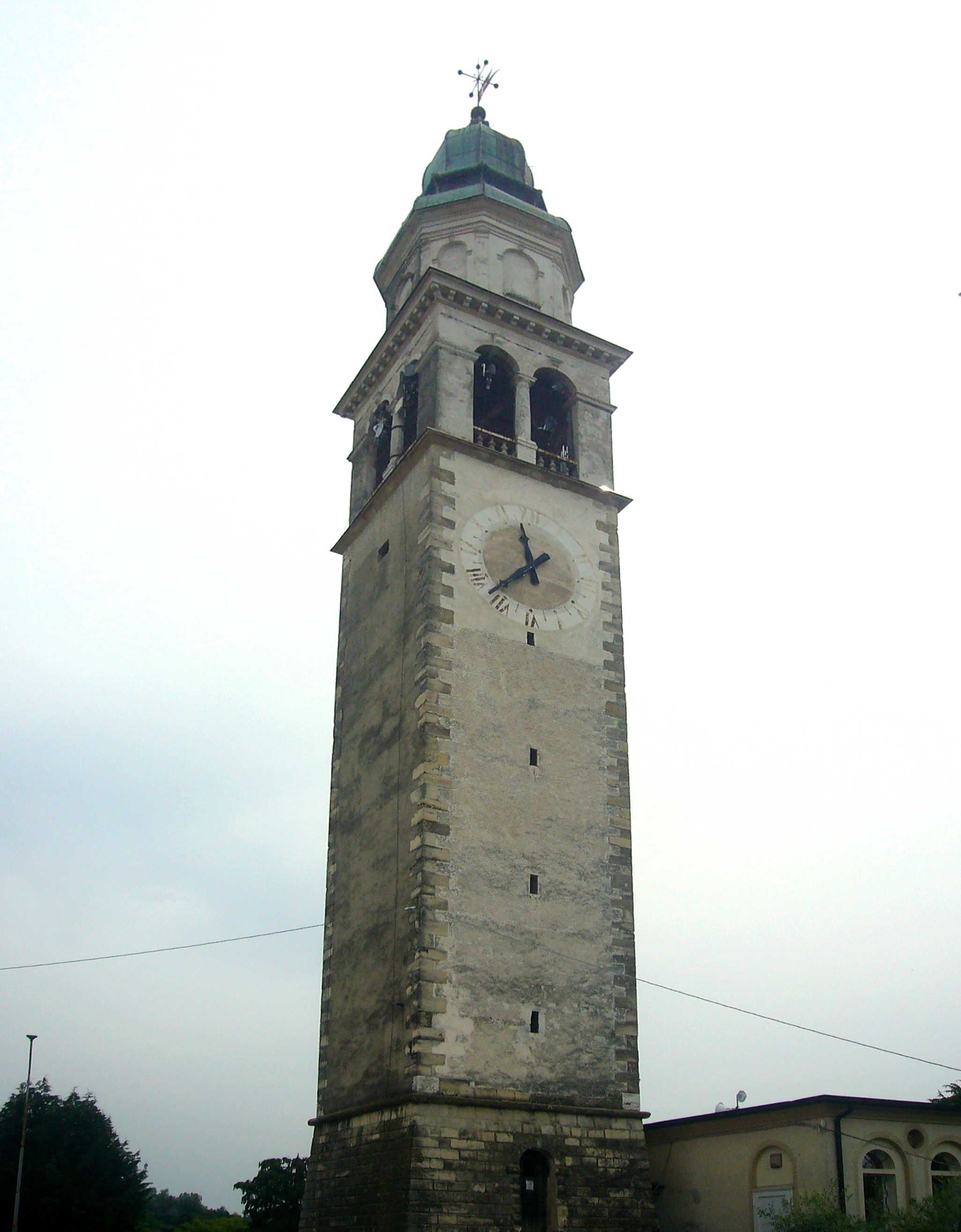
Il campanile della chiesa di San Pietro Apostolo

La frazione si trova a 200 m s.l.m. al confine con i comuni di Pieve del Grappa e di Asolo (frazione di Pagnano) e con la frazione di Onè di Fonte (45°80'43" di latitudine N e 11°86'31" di longitudine E).
La chiesa arcipretale di San Pietro Apostolo, raggiungibile con una scalinata di 102 gradini, conserva il soffitto della navata con dipinto di Giovan Battista Canal. Altri luoghi d'interesse sono i ruderi del castello di San Nicolò e villa Pasini. Il patrono del paese è san Pietro, la cui festa si tiene nel mese di giugno.
- Aree naturali - L'itinerario ciclo-pedonale "Sui Sentieri degli Ezzelini" è un percorso naturalistico che segue il corso del torrente Muson (Musonello) e del torrente Lastego. Inizia a Resana come continuazione dell'itinerario "Muson dei sassi" proveniente da Padova e prosegue verso Fonte e più a nord fino a Pieve del Grappa.[10]

#### Onè di Fonte
Il nome deriva dal veneto ornèr "ontano" e testimonia la presenza di foreste.
Vi si trovano la chiesa della Beata Vergine del Monte Carmelo, costruita modernamente in stile neogotico, la villa Badoer, attualmente sede delle suore di Maria Bambina, la villa Bacchis-Nervo, del XVII secolo, in stile veneziano e attualmente sede municipale, villa Malombra-Bellotto, villa Persicini (che ha ospitato il re d'Italia Vittorio Emanuele III).
La patrona è la Madonna del Carmine, che si festeggia nel mese di luglio.